# Karl Schösser
Karl Schösser (4. února 1877 Praha – 2. února 1966 Kitzingen) byl československý politik německé národnosti a meziválečný senátor Národního shromáždění za Sudetoněmeckou stranu (SdP).

## Biografie
Původně byl členem Německého svazu zemědělců (BdL). V roce 1927 odešel společně s Josefem Mayerem a Georgem Hanreichem ze strany a založili nový subjekt, nazvaný Sudetoněmecký svaz venkova (Sudetendeutscher Landbund, SdL), který byl kritičtější k československému státu a vládní koalici.
Profesí byl dle údajů k roku 1935 rolníkem z Verušiček.
V parlamentních volbách v roce 1935 získal za Sudetoněmeckou stranu senátorské křeslo v Národním shromáždění. V senátu setrval do října 1938, kdy jeho mandát zanikl v důsledku změn hranic Československa.
Po roce 1945 byl československými úřady souzen před Mimořádným lidovým soudem. Přitížilo mu, že se sám přiznal k čestnému členství v jednotkách SA, které bylo přísně trestáno. Naopak polehčující okolností bylo jeho nekonfliktní vystupování před válkou a umírněné působení za války, kdy zamezil plné realizaci plánů Německé osidlovací komise na celkové vysídlení všech etnických Čechů z anektovaného pohraničí. Byl odsouzen na dvacet let. Žalobce navrhoval původně doživotí.
Byl propuštěn po odpykání deseti let v československém vězení roku 1956 a odstěhoval se do Západního Německa. Tam zemřel v únoru 1966.